# Peter Blake (velista)
Sir Peter James Blake (Auckland, 1º ottobre 1948 – Macapá, 5 dicembre 2001) è stato un velista neozelandese. Vincitore della Ocean Race 1989-1990 e detentore del Trophée Jules Verne dal 1994 al 1997.

## Biografia
Nel corso della sua carriera nella vela d'altura prende parte a diverse edizioni della Whitbread Round the World Race (oggi The Ocean Race) piazzandosi più volte tra i migliori nel corso degli anni 70 e 80. Nell'edizione 1989-1990 come skipper di Steinlager 2 domina la competizione, diventando il primo a vincere tutte le tappe di una edizione della regata.
Nel 1994, come co-skipper di ENZA New Zealand assieme a Sir Robin Knox-Johnston, fa segnare il record di percorrenza del giro del mondo in barca a vela aggiudicandosi il Trophée Jules Verne (primi navigatori non di nazionalità francese). L'anno precedente il tentativo di far segnare il record era fallito dopo che la barca aveva colpito un oggetto galleggiante non identificato dopo 26 giorni dalla partenza. Il nuovo record di 74 giorni, 22 ore, 17 minuti e 22 secondi resiste fino al 1997. Grazie a questa prova si aggiudica con il suo co-skipper il prestigioso premio di Velista mondiale dell'anno ISAF, alla sua edizione inaugurale.
Viene chiamato da Carl McKenzie per guidare il Team New Zealand per l'edizione 1992 di America's Cup. Blake porta la sua squadra NZL-20 a disputare la Louis Vuitton Cup dove perde contro la barca italiana, Il Moro di Venezia. Blake torna alla guida del Team New Zealand per l'America's Cup 1995. Con NZL-32, soprannominata "Black Magic", i neozelandesi si aggiudicano il trofeo prima battendo 4-1 il team australiano One Australia in Louis Vuitton Cup per poi dominare 5-0 contro il defender Young America nella finale. Nell'America's Cup 2000 la New Zealand diventa il primo team non americano a completare con successo al difesa del titolo, battendo Luna Rossa Prada Challenge in finale per 5-0. Dopo questo successo Blake lascia il team. Blake viene inserito nella America's Cup Hall of Fame nel 1996.
Il 5 dicembre 2001, mentre si trova in Sud America occupato in una missione ambientalista per conto delle Nazioni Unite, viene ucciso da dei pirati mentre la sua barca è ancorata al largo di Macapá, presso il delta del Rio delle Amazzoni.